# Никола Герасимов (лекар)
 Тази статия е за българския лекар от Тетово.  За българския революционер от Охрид вижте Никола Герасимов (революционер).  
Никола Герасимов е български лекар от Македония.

## Биография
Никола Герасимов е роден в град Тетово, тогава в Османската империя. Завършва Солунската българска мъжка гимназия. Следва в Медицинското училище в Цариград, но заедно с други студенти се оплаква, че подготовката в него не е в крак със съвременната медицина. Изпратен е да учи медицина във Франция с държавна стипендия. Герасимов завършва медицина в Нанси в 1900 година. След това се завръща в София и моли Министерството на външните работи да отиде да практикува в Македония. За целта полага държавен изпит в Цариград. Заминава за родното си Тетово, където очаква назначението си.
На 1 май 1900 година скопският лекар доктор Владимир Руменов напуска Скопие и Герасимов кандидатства за неговото място. На 31 май 1900 година Герасимов получава позволително, но назначението му е забавено от различни спънки. Въпреки че има голяма нужда от лекари в Македония, процесът на назначението им е бавен и труден, затова Герасимов заминава за София, за да се опита да го ускори лично. Доктор Никола Герасимов се установява в Скопие, където е лекар повече от 10 години. От 1904 година е лекар в педагогическото и свещеническото училище в града. Преподава в горните класове на двете училища хигиена и практическа (популярна) медицина. Герасимов следи непрекъснато за здравословното състояние на пансионерите в ролята си на училищен и пансионен лекар. Освен състоянието им, следи условията, в които живеят и учат, като в края на всяка учебна година приготвя доклади за резултатите и прави препоръки. Той настоява да бъдат наети други сгради за пансионите и училищата, тъй като използваните до този момент са нехигиенични и непрактични. Поради настойчивите му препоръки, учителският съвет решава да наеме нови здания, което подобрява здравословното състояние на учениците.
Герасимов се занимава и с революционна дейност и е член на Вътрешната македоно-одринска революционна организация.